# Вермеш, Геза
Ге́за Ве́рмеш (венг. Vermes Géza; 22 июня 1924, Мако — 8 мая 2013) — британский богослов и историк религии венгерско-еврейского происхождения, крупнейший исследователь иудаизма и раннего христианства.

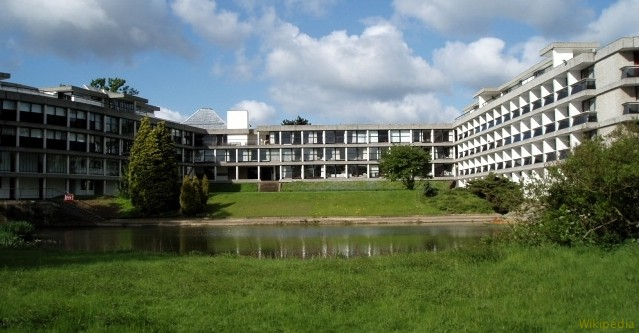
Вольфсон-колледж, Оксфорд

## Биография
Родился в венгерской еврейской семье. В семилетнем возрасте был крещён родителями (также крестившимися) в католическую веру. Отец и мать погибли в период Холокоста (1944). После войны Вермеш стал католическим священником. Учился в Будапеште, затем в Лёвенском университете, получил степень доктора теологии (1953), диссертация была посвящена кумранским рукописям. В 1957 оставил Католическую церковь, переехал в Великобританию, получил место в Ньюкаслском университете. В 1965 перешёл в Оксфордский университет, был в нём первым профессором иудаики, вышел в отставку в 1991. В 1970 вновь обратился в иудаизм, стал членом Либеральной еврейской синагоги Лондона.
До своей кончины — почётный профессор иудаики, почётный член Wolfson College (Оксфорд), главный редактор Journal of Jewish Studies (c 1971), директор Оксфордского форума исследователей Кумрана (с 1991). Был инициатором создания Британской (1975) и Европейской (1981) ассоциации исследователей иудаизма. Под его редакцией (вместе с Фергусом Милларом и Мэтью Блэком) вышел дополненный и пересмотренный перевод фундаментального труда Эмиля Шюрера «История еврейского народа в эпоху Иисуса Христа» (3 тт., 1973—1987).
Скончался от рака.

## Научные интересы
Один из первых исследователей кумранских рукописей, перевёл их на английский (1962). Автор вызвавших своеобразную революцию трудов об историческом Иисусе из Назарета в его связи с еврейской традицией и мыслью, призывал отделить учение Христа от христианства.

## Труды
- Священная книга и традиция в иудаизме/ Scripture and Tradition in Judaism: Haggadic studies (Studia post-biblica), Brill, Leiden 1961 ISBN 90-04-03626-1
- The Dead Sea Scrolls in English. Baltimore: Penguin, 1962 (многократно переиздано)
- Христос-еврей: прочтение Евангелий историком/ Jesus the Jew: A Historian’s Reading of the Gospels, Minneapolis, Fortress Press 1973 ISBN 0-8006-1443-7
- Post-Biblical Jewish Studies, Brill, Leiden, 1975 ISBN 90-04-04160-5
- Кумранские рукописи/ The Dead Sea Scrolls: Qumran in Perspective, Minneapolis, Fortress Press 1977 ISBN 0-8006-1435-6
- Иисус и мир иудаизма/ Jesus and the World of Judaism, Minneapolis, Fortress Press 1983 ISBN 0-8006-1784-3
- Ессеи по классическим источникам/ The Essenes According to the Classical Sources (в соавторстве с Мартином Гудменом), Sheffield Academic Press 1989 ISBN 1-85075-139-0
- Религия Иисуса-еврея/ The Religion of Jesus the Jew, Minneapolis, Fortress Press 1993 ISBN 0-8006-2797-0
- The Complete Dead Sea Scrolls in English, Penguin 1997 ISBN 978-0-14-044952-5 (многократно переиздано)
- Providential accidents: an autobiography. Lanham: Rowman & Littlefield Publishers, 1998 (автобиография; переизд. 1999, венг. пер. 2000)
- Меняющиеся лики Иисуса/ The Changing Faces of Jesus, London, Penguin 2001 ISBN 0-14-026524-4
- Иисус в еврейском контексте/ Jesus in his Jewish Context, Minneapolis, Fortress Press 2003 ISBN 0-8006-3623-6
- Подлинное Евангелие Иисуса/ The Authentic Gospel of Jesus, London, Penguin 2004 ISBN 0-14-100360-X
- Страсти/ The Passion, London, Penguin 2005 ISBN 0-14-102132-2.
- Who’s Who in the Age of Jesus, London, Penguin 2005 ISBN 0-14-051565-8
- Рождество: история и легенда/ The Nativity: History and Legend, London, Penguin 2006 ISBN 0-14-102446-1
- Воскресение: история и миф/ The Resurrection: History and Myth, Doubleday Books 2008 ISBN 0-385-52242-8.
- В поисках подлинного Иисуса/ Searching for the Real Jesus, London, SCM Press 2010 ISBN 978-0-334-04358-4
- The Story of the Scrolls: The Miraculous Discovery and True Significance of the Dead Sea Scrolls, London, Penguin 2010 ISBN 978-0-14-104615-0
- Иисус: Рождество — Страсти — Воскресение/ Jesus: Nativity — Passion — Resurrection, London, Penguin 2010 ISBN 978-0-14-104622-8
- Иисус в еврейском мире/ Jesus in the Jewish World, London, SCM Press 2010 ISBN 978-0-334-04379-9
- Первоначальное христианство от Назарета до Первого Никейского собора/ Christian Beginnings from Nazareth to Nicaea, AD 30-325, London, Allen Lane 2012 ISBN 978-1-84614-150-8

## Признание
Член Британской академии. Почётный доктор Эдинбургского, Даремского и Шеффилдского университетов, Центрально-Европейского университета в Будапеште. Награждён памятной медалью Венгерской академии наук (1996) и памятной медалью своего родного города (2008). Труды Вермеша переведены на многие языки, включая японский.